# تور ماتان رواك
جوزيه ماريا فاسكونسيلوش (بالبرتغالية: José Maria Vasconcelos‏) الشهير باسم تاور ماتان رواك (ومعنى لقبه بالتيتومية «العينان الثاقبتان») جنرال وقائد (قوات الدفاع) والعسكرية لتيمور الشرقية، 2011. قبل أن يخدم في القوات المسلحة التيمورية، وكان قائداً آخر للقوات المسلحة للتحرير الوطني لتيمور الشرقية أو جيش المتمردين الذي قاوم الاحتلال الاندونيسي من 1975 حتى 1999. اُنتخب رئيساً ل تيمور الشرقية في انتخابات 2012، وبقي في منصبه حتى 20 مايو 2017. ومن ثم أصبح رئيس وزراء تيمور الشرقية في 22 يونيو 2018.

## روابط خارجية
- تور ماتان رواك على موقع الموسوعة البريطانية (الإنجليزية)
- تور ماتان رواك على موقع مونزينجر (الألمانية)